# Швейг, Эрик
Эрик Швейг — канадский/североамериканский актёр индейского происхождения (имя при рождении Рэй Дин Трэшер).
Родился 19 июня 1967 года.
Наиболее известен по роли Ункаса в фильме «Последний из могикан» Майкла Манна (1992).

## Детство и ранние годы
Эрик Швейг родился в Инувике на Северо-Западных территориях. Его семья имеет смешанное происхождение (инуиты, индейцы, немцы, португальцы). Эрик был старшим из семи братьев и сестёр, отобранных у родной матери-индеанки из племени оджибве и отданных на усыновление в белые семьи в рамках программы канадского правительства по ассимиляции индейского населения.
Родная мать Швейга умерла от алкоголизма в 1989-м году. По словам самого Швейга, она не брала в рот спиртного до того, как у неё отобрали детей. Актёр никогда с нею не встречался.
Взрослым он нашёл одного из своих дядьёв и поддерживает с ним отношения.
Сразу после рождения Швейга усыновила англоязычная семья смешанного франко-немецкого происхождения. Приёмные родители обращались с мальчиком с чудовищной жестокостью, постоянно избивали и подвергали унизительным наказаниям. В шестнадцать лет Швейг сбежал из дома и стал жить самостоятельно, зарабатывая на жизнь плотницкими работами (остеклением домов).

## Карьера в кинематографе
В 1985-м году Швейг исполнил первую роль в театре, в экспериментальной любительской постановке.
В 1987-м ему предложили пробы на роль в фильме «Родник шамана». Не имея ни опыта, ни серьёзной подготовки, Швейг всё же получил роль, которая открыла ему путь в киноиндустрию.
Актёр снялся более чем в тридцати фильмах, включая знаменитую картину «Последний из могикан» и многочисленные телевизионные сериалы.

## Занятия прикладным искусством
В девяностые годы Швейг заинтересовался изготовлением ритуальных масок по мотивам оригинальных эскимосских масок духов, созданных в прошлые века.
Актёр воспринимает эту работу в некоторой степени как терапию, которая позволяет ему смягчить опыт несчастливого детства и восстановить связь с предками-индейцами.

## Интересные факты
В 1993-м году Швейг занял пятое место в списке пятидесяти самых красивых людей в мире по версии журнала «Пипл».
В 1999 году в интервью фан-сайту «Последнего из могикан» Швейг упомянул, что очень хотел бы увидеть знаменитые эскимосские маски из коллекции Вознесенского, вывезенные русскими, чтобы сфотографировать их и воссоздать для своего народа.

## Избранная фильмография
| Год       |   | Русское название                  | Оригинальное название         | Роль                  |
| --------- | - | --------------------------------- | ----------------------------- | --------------------- |
| 1992      | ф | Последний из могикан              | The Last of the Mohicans      | Ункас                 |
| 1993      | ф | Разорванная цепь                  | The Broken Chain              | вождь Тайенданегеа    |
| 1994      | ф | Скванто: Легенда о воине          | Squanto: A Warrior's Tale     | Эпенау                |
| 1994      | с | Строго на юг                      | Due South                     | охотник-инуит         |
| 1994      | ф | Луна Понтиак                      | Pontiac Moon                  | Эрнест Айронплюм      |
| 1995      | ф | Алая буква                        | The Scarlet Letter            | вождь Метакомет       |
| 1995      | ф | По течению реки                   | Follow the River              | Дикий кот             |
| 1995      | ф | Том и Гек                         | Tom and Huck                  | индеец Джо            |
| 1996      | с | Прогулка мертвеца                 | Dead Man's Walk               | вождь Горб Бизона     |
| 2000      | ф | Большой рай                       | Big Eden                      | Пайк Декстер          |
| 2002      | ф | Краснокожие                       | Skins                         | Руди Жёлтая Палатка   |
| 2003      | ф | Последний рейд                    | The Missing                   | Пеш-Чайдин/брухо      |
| 2005      | с | На Запад                          | Into the West                 | вождь Сидящий Бык     |
| 2006      | ф | Не такая как все                  | TNot Like Everyone Else       | Тим Чёрный Медведь    |
| 2007      | ф | Похороните мое сердце у Вундед-Ни | Bury My Heart at Wounded Knee | вождь Желчь           |
| 2011—2015 | с | Блэкстоун                         | Blackstone                    | вождь Энди Фрейзер    |
| 2013      | ф | Майна                             | Maïna                         | эскимос Кууюк         |
| 2020      | с | Поселенцы                         | Barkskins                     | вождь Техониконхракен |